# Kfar Pines
Kfar Pines (hebrejsky כְּפַר פִּינֶס, doslova „Pinesova vesnice“, v oficiálním přepisu do angličtiny Kefar Pines) je vesnice typu mošav v Izraeli, v Haifském distriktu, v Oblastní radě Menaše.

## Geografie
Leží v nadmořské výšce 61 metrů, na pomezí hustě osídlené a zemědělsky intenzivně využívané pobřežní nížiny, respektive jejího výběžku – údolí Bik'at ha-Nadiv, a regionu Vádí Ara, jehož hlavní vodní osa – vádí Nachal Iron (známé též jako vádí Ara), vstupuje jihovýchodně od vesnice do pobřežní nížiny. Západně od obce začíná vádí Nachal Mišmarot.
Obec se nachází 10 kilometrů od břehu Středozemního moře, cca 50 kilometrů severovýchodně od centra Tel Avivu, cca 35 kilometrů jižně od centra Haify a 9 kilometrů severovýchodně od města Chadera. Kfar Pines obývají Židé, přičemž osídlení v tomto regionu je převážně židovské. Ovšem 5 kilometrů severovýchodně od mošavu začíná pás měst ve Vádí Ara obydlených izraelskými Araby. Další arabská sídla leží jihovýchodním směrem odtud, v pohraničním pásu mezi vlastním Izraelem a Západním břehem Jordánu – takzvaný Trojúhelník. Kfar Pines leží na severovýchodním okraji aglomerace města Pardes Chana-Karkur. Spolu se sousedním mošavem Ejn Iron vytváří jeden urbanistický celek.
Kfar Pines je na dopravní síť napojen pomocí místních komunikací v rámci aglomerace Pardes Chana-Karkur (silnice číslo 6503), kterou prochází dálnice číslo 65 z Chadery do údolí Vádí Ara.

## Dějiny
Kfar Pines byl založen v roce 1933. Zakladateli mošavu byla skupina židovských, nábožensky orientovaných přistěhovalců z Evropy. Osada je pojmenována podle židovského učence Jechiela Michaela Pinese (1824–1912).
Koncem 40. let měl Kfar Pines rozlohu katastrálního území 1300 dunamů (1,3 kilometru čtverečního).
Původní zemědělská zástavba mošavu se postupně zahustila i o nové ryze obytné domy. Ve vesnici vznikla roku 1960 první dívčí náboženská škola v Izraeli – Ulpanat Ramat Kraniel (neoficiálně Ulpanat Kfar Pines). Studuje tu téměř 650 dívek.

## Demografie
Podle údajů z roku 2014 tvořili naprostou většinu obyvatel v Kfar Pines Židé (včetně statistické kategorie "ostatní", která zahrnuje nearabské obyvatele židovského původu ale bez formální příslušnosti k židovskému náboženství).
Jde o menší sídlo vesnického typu s dlouhodobě mírně rostoucí populací. K 31. prosinci 2014 zde žilo 995 lidí. Během roku 2014 populace stoupla o 4,2 %.
| Rok            | 1948 | 1961 | 1972 | 1983 | 1995 | 2001 | 2003 | 2004 | 2005 | 2006 | 2007 | 2008 | 2009 | 2010 | 2011 | 2012 | 2013 | 2014 |
| -------------- | ---- | ---- | ---- | ---- | ---- | ---- | ---- | ---- | ---- | ---- | ---- | ---- | ---- | ---- | ---- | ---- | ---- | ---- |
| Počet obyvatel | 289  | 383  | 423  | 700  | 884  | 967  | 950  | 946  | 940  | 976  | 985  | 984  | 807  | 797  | 874  | 943  | 955  | 995  |